# Кастель (заказник)
Кастель (укр. Кастель, крымскотат. Qastel, Къастель) — ботанический заказник местного значения, расположенный на территории городского округа Алушта (Крым). Создан 11 ноября 1979 года. Площадь — 150 га. Землепользователь — Министерство экологии и природных ресурсов Республики Крым и государственное автономное учреждение Республики Крым «Алуштинское лесоохотничье хозяйство».

## История
Заказник создан Решением исполнительного комитета Крымского областного Совета народных депутатов от 11.11.1979 №617 «Об организации заказников дикорастущих лекарственных растений».
Является государственным природным заказником регионального значения, согласно Распоряжению Совета министров Республики Крым от 05.02.2015 №69-р «Об утверждении Перечня особо охраняемых природных территорий регионального значения Республики Крым».

## Описание
Заказник создан с целью сохранения, возобновления и рационального использования типичных и уникальных природных комплексов: ценного флористического комплекса. На территории заказника запрещается или ограничивается любая деятельность, если она противоречит целям его создания или причиняет вред природным комплексам и их компонентам.
Заказник расположен на Южном берегу Крыма у горы Кастель, что между сёлами Виноградное и Лазурное — на территории Запрудненского лесничества (кварталы 70, 71). 
Ближайший населённый пункт — сёла Виноградное и Лазурное, город — Алушта.

## Природа
Природа заказника представлена лесом (доминирование дуба и бука) с участием можжевельника высокого (Juniperus excelsa Bieb.), фисташки (Pistacia atlantica Desf.) и земляничника мелкоплодного (Arbutus andrachne L.).